# Enzo Daniel Ruiz Eizaga
Enzo Daniel Ruíz Eizaga (Mercedes, 31 d'agost de 1988) és un futbolista professional uruguaià, que juga per al Grasshopper a la Lliga suïssa de futbol.
Ruíz va signar un contracte amb el Grasshopper el febrer del 2009.
Ruíz va jugar a la selecció de futbol de l'Uruguai sub 20 al Campionat del Món de Futbol sub-20 2007.